# Букингемский дворец
Букинге́мский дворе́ц (Бекингемский дворец, Бакингемский дворец; англ. Buckingham Palace [ˈbʌkɪŋəm ˈpælɪs]) — официальная лондонская резиденция и административная штаб-квартира британских монархов. Расположен напротив улицы Мэлл и Грин-парка с беломраморным и позолоченным памятником королеве Виктории. Когда монарх находится во дворце, над крышей дворца развевается королевский штандарт.

## История

### До 1624 года
Первоначально Букингемский дворец был известен как Букингем-хаус и строился для Джона Шеффилда, 1-го герцога Бекингемского и Норменби (с 1703 года). Он был приобретён королём Георгом III в 1762 в качестве будущей частной резиденции монарха (официальная резиденция Сент-Джеймсский дворец перестала устраивать его и величиной, и отделкой). В течение последующих 75 лет дворец расширяли и перестраивали.
Дворец был официально объявлен главной резиденцией британских монархов при вступлении на престол королевы Виктории в 1837 году. В её правление были сделаны последние большие дополнения, постройка ещё одного флигеля и перенесение бывшего парадного входа, Мраморной арки, на нынешнее место возле Ораторского уголка в Гайд-парке. Перед дворцовыми воротами стоит памятник в честь королевы Виктории. Стоимость строительства достигла 700 000 фунтов за счёт использования таких излишеств, как 500 блоков узорчатого каррарского мрамора.

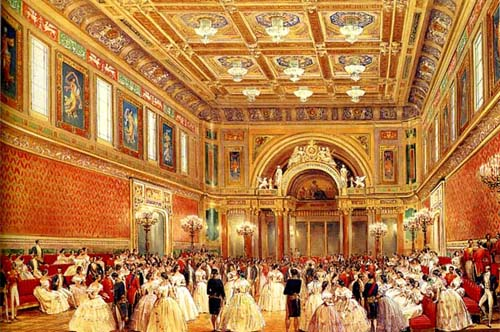
Бальный зал дворца в 1856 году

К 1853 году было закончено самое просторное и богато отделанное помещение дворца — Бальный зал, длина которого составляет 36 метров, а ширина — 18 метров. Он был построен по указанию королевы Виктории и впервые использован в 1856 году для приёма в честь окончания Крымской войны. Сын и наследник Виктории, Эдуард VII, родился в 1841 году в этом дворце и здесь же скончался в 1910 году.
Несмотря на роскошество апартаментов дворца, где хранится множество фамильных драгоценностей, не все жившие в нём были счастливы. В своих воспоминаниях герцог Виндзорский писал, что огромный дворец «со своими большими залами и бесконечными коридорами казался наполненным запахом плесени, который я до сих пор чувствую всякий раз, когда вхожу в него». Нет единого мнения и по поводу архитектурных достоинств дворца. Например, газета The Guardian назвала дворец одним из самых уродливых сооружений мира.

## Архитектура дворца и оформление жилых интерьеров
После своего восшествия на престол в 1820 году король Георг IV продолжил реконструкцию дворца, намереваясь создать большой, но уютный дом. Проектирование и строительство основного корпуса осуществлял выдающийся английский архитектор Джон Нэш. Взяв за основу старый Букингем-хаус, он построил ещё три здания, все вместе они образовали квадратное в плане каре с большим внутренним двором.
Однако в 1826 году, когда работы ещё продолжались, король решил переоборудовать дом в большой дворец в стиле французского неоклассицизма. Стоимость постройки резко выросла, что привело в 1829 году к отстранению от работ архитектора Джона Нэша. После смерти Георга IV в 1830 году его младший брат Вильгельм IV нанял Эдварда Блора для завершения строительства. Уильям так и не переехал в свой дворец. После того, как Вестминстерский дворец в 1834 году был разрушен пожаром, он предложил превратить Букингемский дворец в новую палату парламента, но его предложение было отклонено.
Позднее, в 1847 году Блор вернулся во дворец и создал новый восточный фасад, замыкающий центральный четырехугольник в классцизирующем стиле. Фасад был снова реконструирован в 1913 году по проекту Астона Уэбба в стиле эдвардианского неоклассицизма.
Первоначальное оформление интерьеров дворца в «георгианском стиле» включало искусственный мрамор и синий и розовый ляпис. Король Эдуард VII повелел переделать интерьеры в стиле «Belle Époque» (французского модерна) в кремовых и золотых тонах согласно эстетике эдвардианского неоклассицизма. Малые приёмные покои были обставлены в «китайском стиле» мебелью из королевского павильона в Брайтоне и из Карлтон-хауса.
В настоящее время дворец включает в себя 775 комнат. Из них 19 являются государственными комнатами, 52 королевские и для гостей, 188 для персонала, 92 офиса, 72 ванных комнаты. Занимает территорию 20 гектаров, из них 17 гектаров — сад. Сады Букингемского дворца — самые большие частные сады в Лондоне, первоначально были разбиты Ланселотом Брауном, но позднее переделаны Вильямом Эйлтоном и Джоном Нэшем. Большой искусственный пруд был закончен в 1828 году.

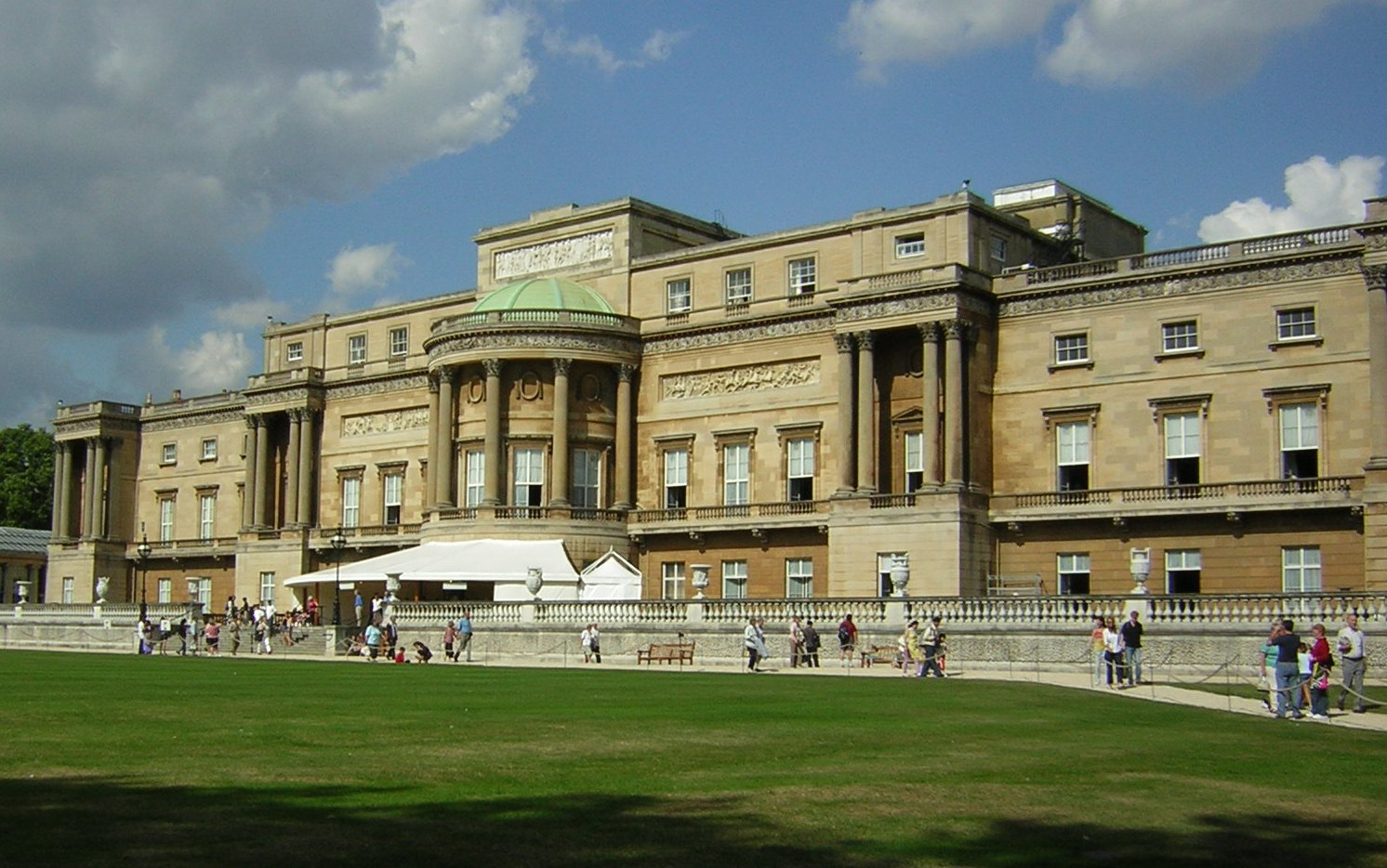
Западный фасад дворца

Во дворце располагается художественное собрание королевы с работами Рембрандта, Рубенса и др. В коллекции находятся также французский севрский фарфор, французская и английская мебель. Дворец имеет бассейн, почту, а также собственный кинотеатр. На два месяца (август и сентябрь) монарх покидает Букингемский дворец. В эти месяцы парадные покои дворца открыты для посетителей.
В 2009 году в ответ на запрос королевы Елизаветы к правительству о выделении дополнительных средств на ремонт дворца группа парламентариев предложила для возмещения дополнительных 4 млн фунтов открывать дворец для посещения больше чем на 60 дней в году, даже когда члены королевской семьи находятся в резиденции.
В ноябре 2015 года было объявлено, что столовая дворца закрыта на шестимесячный ремонт из-за проблем с потолком.

## Туризм
Дворец охраняет Придворная дивизия, состоящая из полка гвардейской пехоты и Королевского конно-гвардейского полка. Каждый день в 11:30 с апреля по август (в остальные месяцы — через день) проходит церемония смены караула. Это едва ли не самая знаменитая церемония в Лондоне; она привлекает множество туристов.
Летом дворец посещают около 50 000 гостей, которые принимают участие в приёмах в королевском саду, где есть озеро и водопады. Картину естественной природы дополняют фламинго, покой которых не нарушают даже королевские вертолёты, кружащие над садом.